# Laurence Bachman
Pour les articles homonymes, voir Bachmann.
Laurence Bachman, née le 7 novembre 1954 à Boulogne-Billancourt, est une réalisatrice et productrice française  ancienne directrice de la fiction de France 2.
Elle dirige les groupes Groupe Telfrance et Barjac Production.

## Filmographie

### comme scénariste
- 1992 : Goal
- 1995 : Ange Espérandieu

### Comme productrice
- 1995 : Karine et Ari
- 1995 à 2001 : Docteur Sylvestre
- 1996 : Sur un air de mambo
- 1997 : Le Rouge et le noir
- 1997 : Un Homme en colère
- 1998 : Thomas Bertier Crimes en série
- 1998 : Telle mère, telle fille
- 1999 : Les Coquelicots sont revenus
- 1999 : Chasseurs d'écume
- 2000 : Lyon police spéciale
- 2005 : Les Secrets du volcan
- 2006 : La Tempête

## Décorations
- Commandeur de l'ordre des Arts et des Lettres Elle est promue au grade de commandeur le 16 janvier 2014[1].